# نولي دي كاسترو
نولي دي كاسترو (بالإسبانية: Noli de Castro) (و. 1949 – م) هو صحفي، وسياسي، ومقدم برامج إذاعية، ومذيع، ومذيع أخبار من الفلبين .